# Stine Bramsen
Stine Winther Bramsen Simonsen (Ry, 13 dicembre 1986) è una cantante danese.

## Biografia
Stine Bramsen è salita alla ribalta nel 2004, anno in cui ha iniziato a cantare nel gruppo di successo Alphabeat, con cui ha pubblicato cinque album. Parallelamente alla sua attività con gli Alphabeat, ha partecipato come artista ospite alle canzoni I Want You (To Want Me Back) di Morten Hampenberg e Alexander Brown (2011) e 32 dei Carpark North (2013), quest'ultima certificata disco di platino dalla IFPI Danmark.
Nel 2014 la cantante ha annunciato l'uscita imminente di un suo progetto da solista. Il primo singolo Prototypical ha raggiunto la 2ª posizione della Track Top-40 e ha ottenuto un disco d'oro per aver venduto più di 15 000 copie a livello nazionale. All'inizio del 2015 è uscito l'EP Stine Bramsen, che ha debuttato all'11º posto in classifica, seguito nell'autunno dello stesso anno dall'album di debutto Fiftyseven, che ha raggiunto la vetta della classifica danese ed è stato certificato disco d'oro con oltre 10 000 copie vendute. È disco d'oro anche il singolo apripista dell'album, Karma Town.

## Discografia

### Album in studio
- 2015 – Fiftyseven

### EP
- 2015 – Stine Bramsen

### Singoli
- 2014 – Prototypical
- 2014 – Move Forward
- 2014 – The Day You Leave Me
- 2015 – Karma Town
- 2016 – Keep Dreaming (con Hedegaard)
- 2017 – L.A.C.K.
- 2018 – Can't Get Over You
- 2018 – You're Not Giving Up
- 2018 – Bruised
- 2018 – Can't Let It Go (con Patrick Dorgan)

#### Come artista ospite
- 2011 – I Want You (To Want Me Back) (Morten Hampenberg & Alexander Brown feat. Stine Bramsen)
- 2013 – 32 (Carpark North feat. Stine Bramsen)
- 2021 – Dagen for (Volbeat feat. Stine Bramsen)